# SHV34
AQUOS SERIE SHV34（アクオス セリエ エスエイチブイサンヨン）は、シャープによって開発された、auブランドを展開するKDDIおよび沖縄セルラー電話の第3.9世代移動通信システム（au 4G LTE/au VoLTE）、第4世代移動通信システム（au 4G LTE CA/WiMAX2+）対応スマートフォンである。

## 概要
SHV32の後継機種で、同社がホンハイ傘下に入ってから初のスマートフォンとなる。
従来のAQUOSシリーズは三辺狭額縁構造となっていたが、デザインを一新。一般的なスマートフォンと同じラウンドフォルムを採用している。
先に発表された兄弟機種のSH-04H及び506SHと異なり指紋センサーの搭載に関しては開発コストの都合上見送られたものの、その代わりとして目周辺の特徴を利用した生体認証機能を搭載している。
キャッチコピーは「IGZOとAIが創る、人に寄り添う快適パフォーマンス。」。

## その他機能
※PC向けWebブラウザが標準装備されている。携帯向けサイト(EZWeb)は他のスマートフォンやPCと同じく閲覧不可。
| 主な機能・対応サービス                                                  | 主な機能・対応サービス                                                        | 主な機能・対応サービス                           | 主な機能・対応サービス             |
| ----------------------------------------------------------------------- | ----------------------------------------------------------------------------- | ------------------------------------------------ | ---------------------------------- |
| auウィジェット Webブラウザ                                              | LISMO! for Android （ハイレゾ音源対応版） LISMO WAVE                          | おサイフケータイ NFC おくだけ充電（Qi） 指紋認証 | ワンセグ フルセグ DLNA/DTCP-IP     |
| au one メール PCメール Gmail EZwebメール                                | デコレーションメール デコレーションアニメ                                     | Friends Note                                     | PCドキュメント                     |
| au Smart Sports Run & Walk Karada Manager ゴルフ(web版) Fitness、歩数計 | GPS 方位計                                                                    | au oneナビウォーク au one助手席ナビ              | au one ニュースEX au one GREE      |
| auベーシックホーム じぶん銀行                                           | 緊急速報メール                                                                | Bluetooth                                        | 無線LAN機能 (Wi-Fi) auシェアリンク |
| 赤外線通信                                                              | au VoLTE （シンクコール対応） WIN HIGH SPEED au 4G LTE （3CC CA対応） WiMAX2+ | au世界サービス （旧・グローバルパスポート）      | auフェムトセル                     |
| microSD microSDHC microSDXC                                             | モーションセンサー(6軸)                                                       | 防水 防塵                                        | 簡易留守録 着信拒否設定            |

- 安心セキュリティパックはフル対応

## 歴史
- 2016年5月31日 - KDDI、およびシャープより公式発表。
- 2016年6月10日 - 発売開始。